# 奎星阁 (韶关)
奎星阁，位于中国广东省韶关市南雄市雄州镇达德街，现为南雄市文物保护单位，类型为古建筑，公布时间为1997年7月9日。
奎星阁的历史年代为明—清。